# Collégiale Saint-Cerneuf de Billom
La collégiale Saint-Cerneuf de Billom est une ancienne collégiale catholique située à Billom, dans le département du Puy-de-Dôme, en France.

## Historique

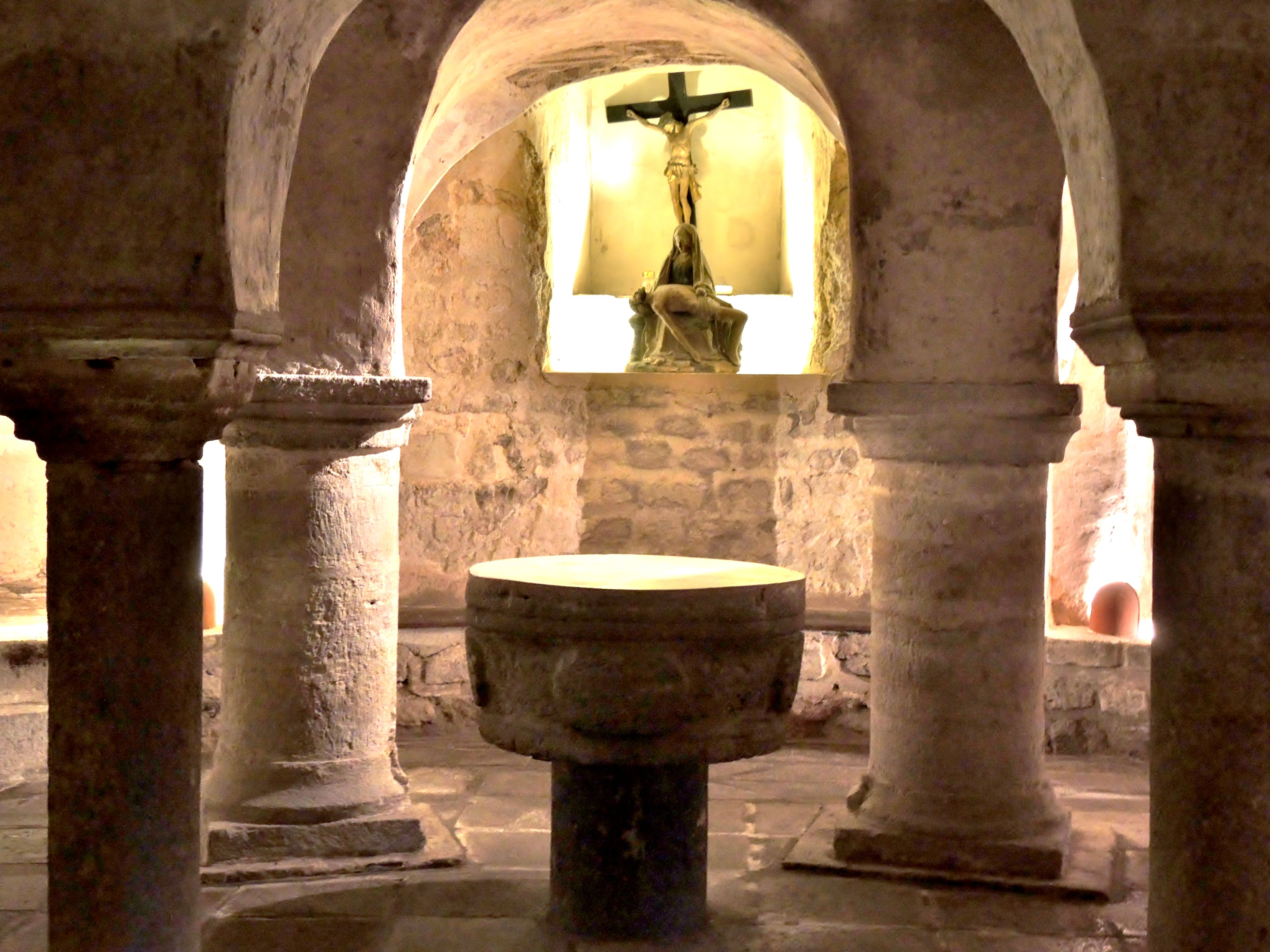
La crypte.

La collégiale est construite à la fin du XIe siècle ou au début du XIIe siècle : la crypte romane en est un vestige qui permet de reconstituer le plan du chœur circulaire, entouré d'un déambulatoire et de quatre chapelles rayonnantes. Elle conserve d'intéressante peintures murales de la fin du XIIe siècle et une statue en bois de saint Sérène de Sirmium, classée mobilier historique ; saint Cerneuf vêtu d'une tunique courte et d'un manteau tient une palme de martyr et une bêche.

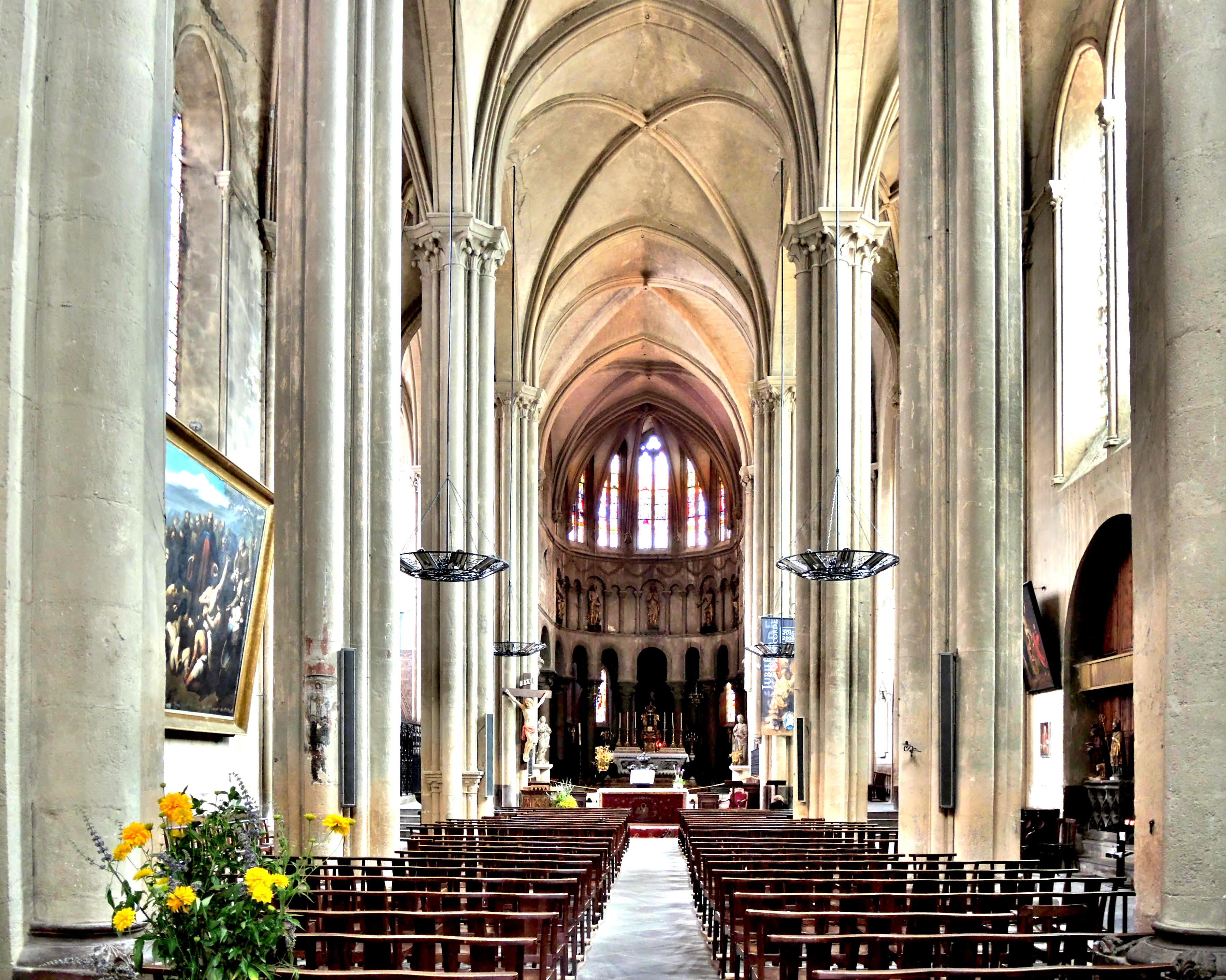
La nef de l'église.

L'église et la paroisse de Saint-Cerneuf étaient initialement dédiées à la Vierge Marie formant l'une des quatre paroisses de l'actuelle ville de Billom, les autres étant sous le vocable de Saint-Loup, Saint-Michel et Saint-Saturnin,. 
Des travaux considérables sont entrepris au XIIIe siècle pour reconstruire l'église : trois vaisseaux gothiques remplacent l'ancienne église dont on a utilisé les fondations ; de magnifiques piliers montent d'un seul jet jusqu'aux voûtes.
Le premier niveau du chœur roman subsiste avec ses chapiteaux sculptés d'une belle facture, tandis que les niveaux supérieurs sont complètement repris vers 1250. Par la suite les quatre chapelles rayonnantes furent démolies et reconstruites au XIVe et XVe siècles : 
- La chapelle à droite du chœur, la chapelle du Rosaire, fut élevée grâce aux dons de la puissante famille des Aycelin de Montaigut. Gilles Aycelin, archevêque de Rouen, a précisé dans son testament rédigé en 1314 qu'il souhaite que son corps soit ramené dans la chapelle de la Vierge qu'il vient de faire construire dans l'église Saint-Cerneuf. La chapelle a été conçu comme un édifice indépendant de l'église été était fermé par une porte en « fer très bien travaillé ». Cette chapelle comprend un chevet pentagonal et une travée droite couverte de voûtes d'ogives. Elle est éclairée par trois baies géminées. Cette chapelle est décorée par un important programme de peintures murales mettant en valeur l'architecture et témoignant d'une réflexion sur les fins dernières symbolisant le passage de la terre au ciel, du monde des vivants à celui des morts, de l'humain au divin tel que la « devotio moderna » l'envisageait au début du XIVe siècle. Le testament de Gilles Aycelin prévoyait un « monument décent, commun et élégant pour ses parents et ses neveux ». Il subsiste dans la chapelle un monument en pierre de Volvic surmonté d'un baldaquin avec des piédroits ornés de représentations de saint Pierre et saint Paul et un soubassement sur lequel sont figurés un cardinal, deux évêques, une abbesse et quatre ecclésiastiques, probablement les parents de Gilles Aycelin, car Hugues Aycelin de Montaigut a été cardinal, son frère, Jean Aycelin de Montaigut, a été évêque de Clermont, une sœur abbesse à Beaumont, un frère chanoine, et un grand-oncle chanoine à Saint-Cerneuf.

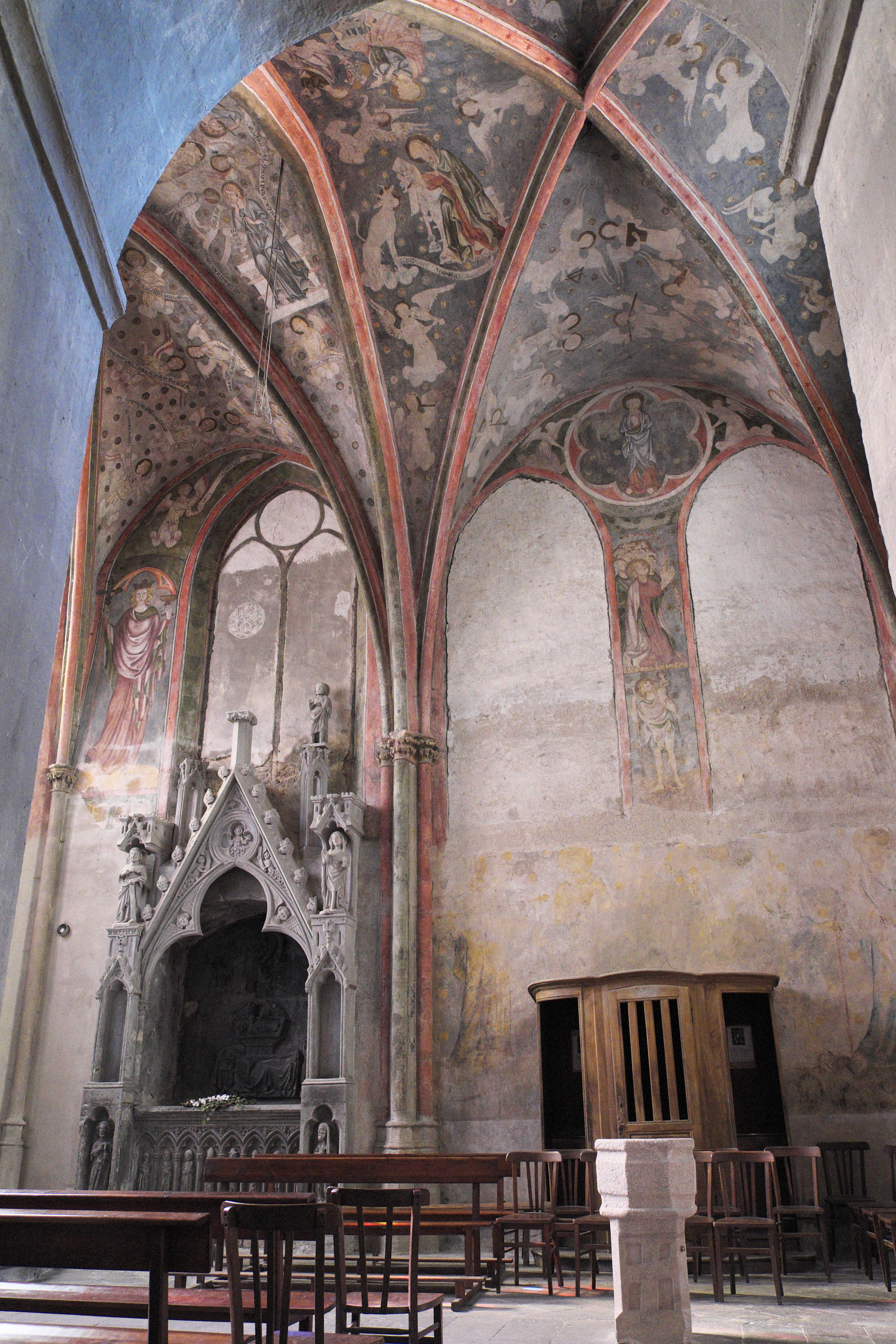
Chapelle du Rosaire et tombeau de Gilles Aycelin.
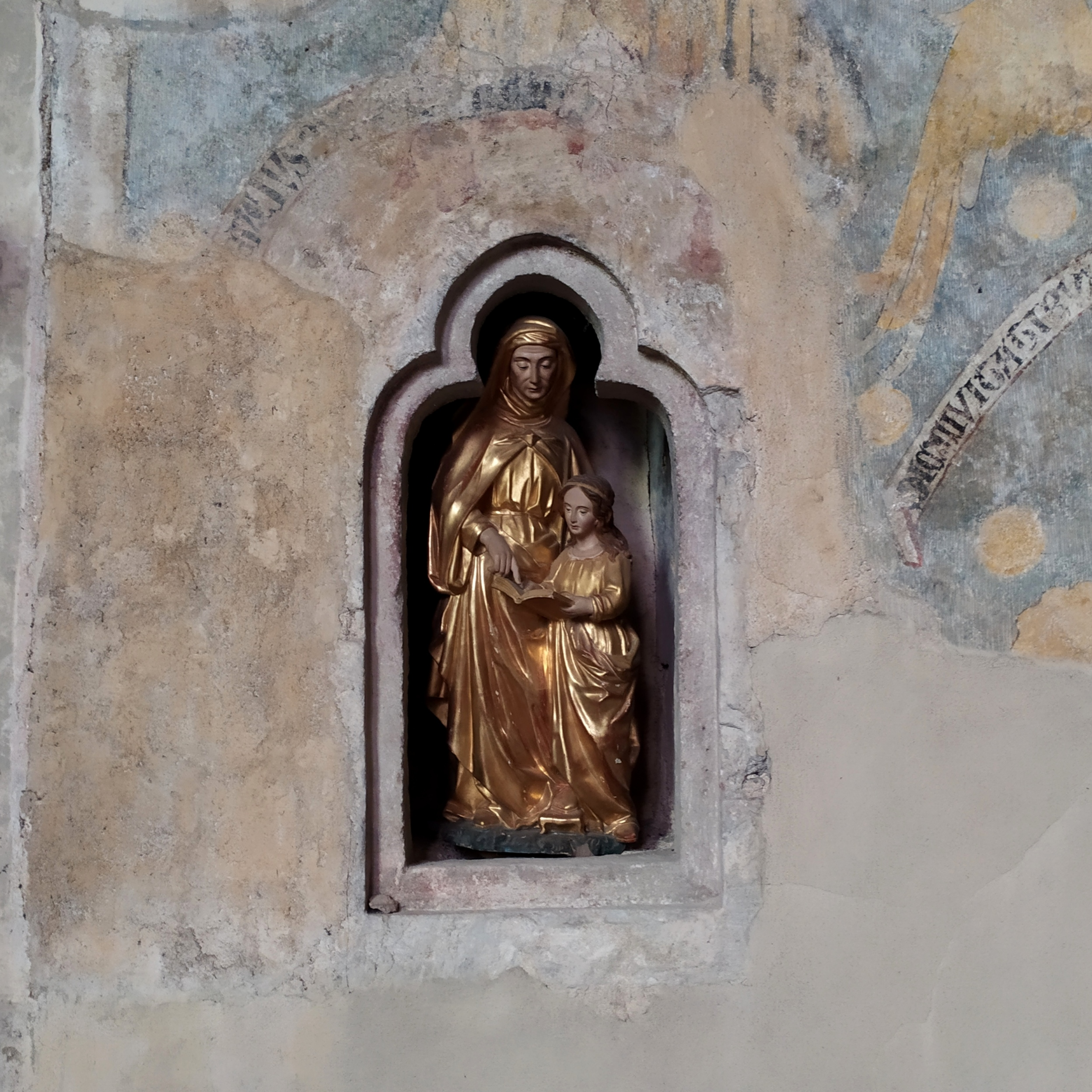
Vierge de la chapelle du Rosaire, Collégiale Saint-Cerneuf - Billom (63).

- La chapelle nord compte deux travée droites qui peuvent être attribuées au XVe siècle.

- La chapelle centrale est dédiée au Précieux-Sang attribuée généralement au XVIe siècle, mais aussi au milieu du XVe siècle. Le culte du Précieux-Sang à Billom remonterait à l'époque où deux chanoines de Saint-Cerneuf, Durand Albanelli et Pierre Barbastra, avaient rapporté une relique du Pécieux-Sang, après la première croisade. Cette relique s'est perdue puis a été retrouvée le Vendredi Saint 1255. Un premier miracle a été constaté en 1274. En 1444, le pape Eugène IV a reconnu l'authenticité de la relique et a autorisé le chapitre de Saint-Cerneuf à fonder une confrérie du Précieux-Sang en accordant des indulgences à ses membres[8]. Le 27 brumaire de l'an II (17 novembre 1793), la relique du Précieux-Sang est détruite par François-Hugues Clédière à la demande de la Société populaire de Billom[9].

La plupart des tombeaux qui l'ornaient furent détruits à la Révolution ; il ne subsiste que celui de Gilles Ier Aycelin de Montaigut, archevêque de Rouen qui mourut à Avignon le 23 juin 1318 et inhumé le 17 août 1318 dans ce tombeau classé au titre des Monuments Historiques.

## Protection
L'édifice est classé une première fois au titre des monuments historiques en 1862 et une seconde fois en 1923.

## Mobilier

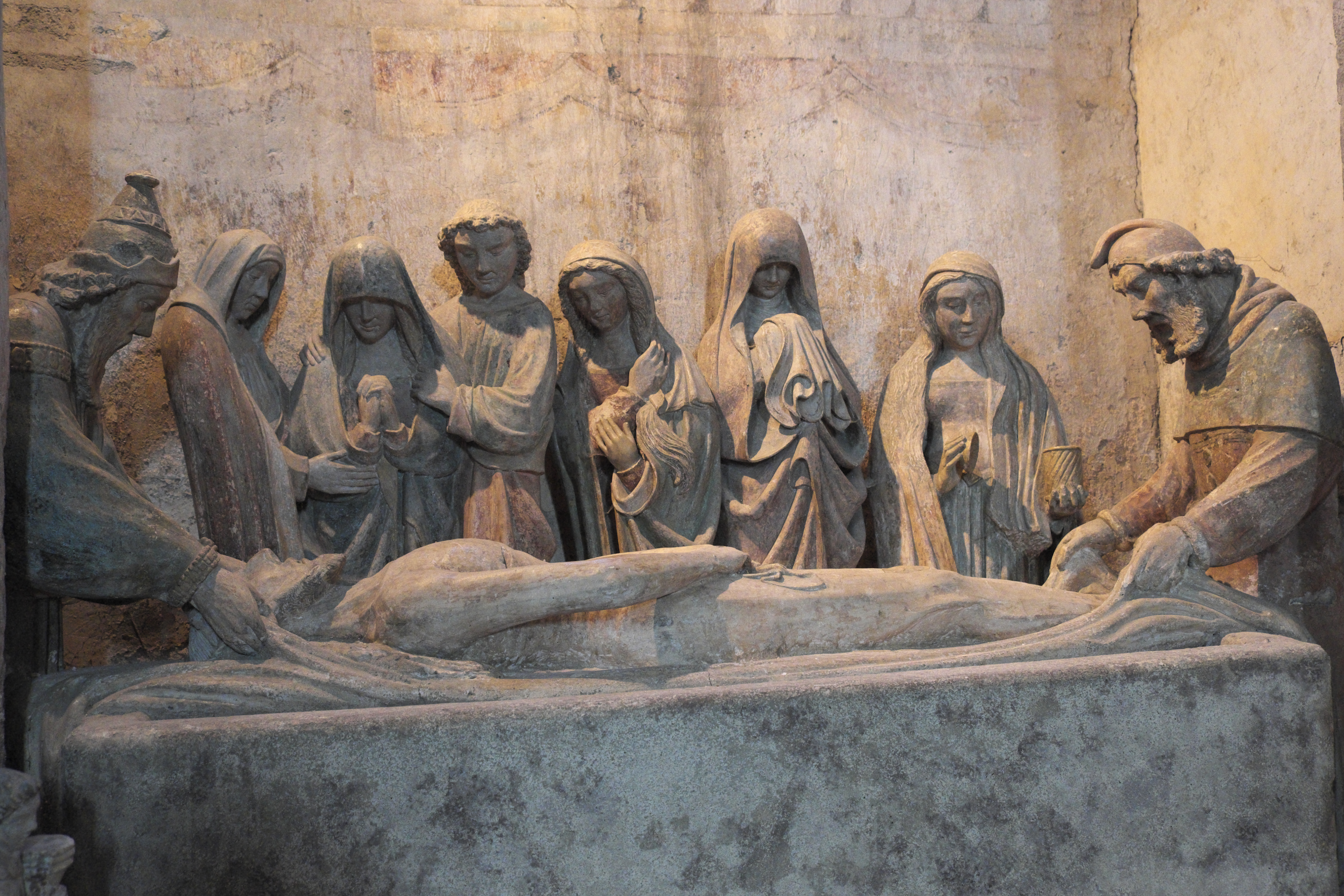
Mise au tombeau.

Malgré les pertes diverses pendant la Révolution, la collégiale conserve un important et riche mobilier dont on peut citer les pièces suivantes :
- Tableau représentant Jésus guérissant les possédés[11].
- Tableau d'Horace Le Blanc, représentant L'Annonciation, 1622[12].
- Groupe en calcaire sculpté représentant la mise au tombeau de Jésus ; ce groupe datant de la première moitié du XVIe siècle comprend huit personnages réunis autour d'un sarcophage sur lequel repose le corps du Christ[13].